# Atlanta Flames
Gli Atlanta Flames sono stati una squadra di hockey su ghiaccio con sede ad Atlanta, nello stato della Georgia, che ha militato nella National Hockey League dal 1972 al 1980. Nel 1980 la franchigia si trasferì a Calgary, in Canada, diventando così i Calgary Flames. La NHL ritornò successivamente nella stessa città con gli Atlanta Thrashers nel 1999. I Thrashers si trasferirono ancora una volta in Canada, ma a Winnipeg, nel Manitoba, sotto il nome di Winnipeg Jets, rendendo Atlanta l'unica città della storia della NHL ad aver perso due franchigie.

## Storia

### Nascita della franchigia

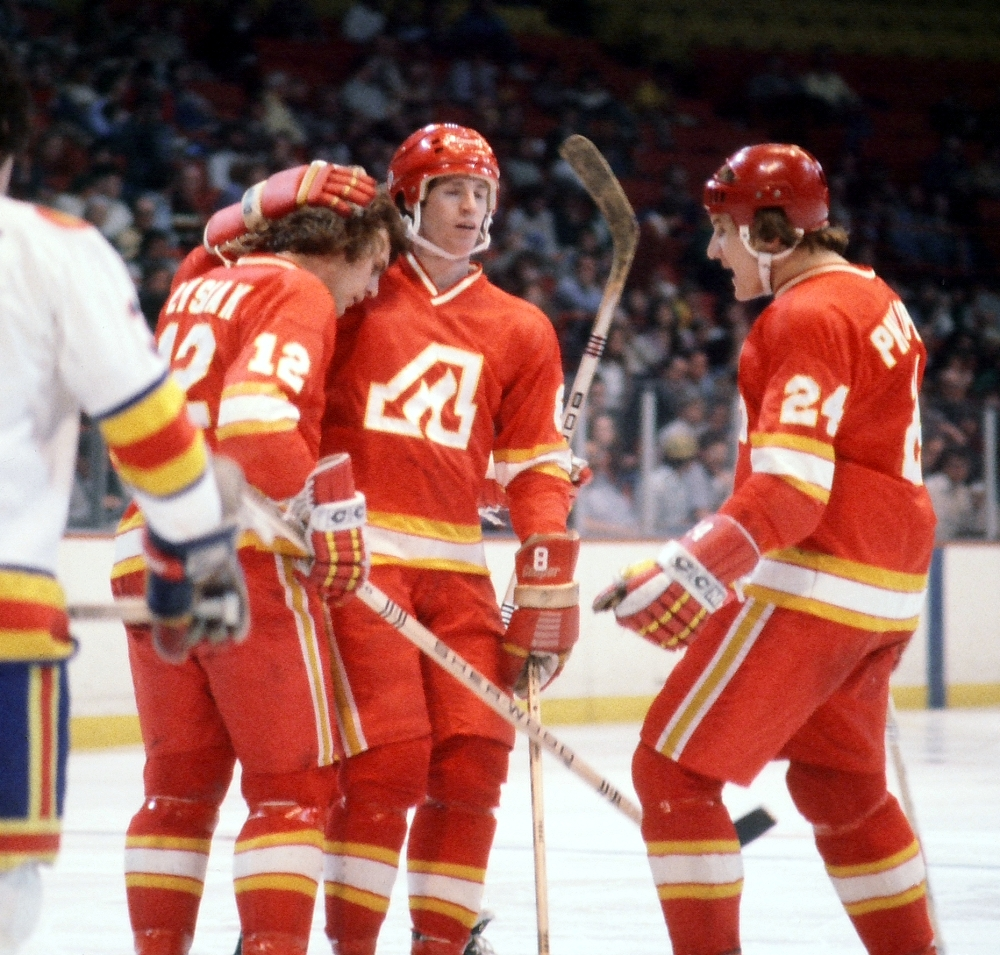
Tom Lysiak festeggia con Dave Shand e Harold Phillipoff una rete contro i Colorado Rockies nel 1978.

La storia dei Flames iniziò nel 1968, quando l'imprenditore Tom Cousins e l'ex-governatore della Georgia Carl Sanders acquistarono i St. Louis Hawks, squadra della NBA, e decisero di trasferirli in Georgia. Gli Hawks avevano bisogno di un palazzetto adatto a contenere la squadra, e fu per questo che fu costruito nel 1972 l'Omni Coliseum. La struttura, di proprietà di Cousins e degli altri soci dell'Omni Sports Group, fu crociale per la possibile espansione della National Hockey League con una nuova franchigia.
Nel novembre del 1971 la NHL permise a Cousins la formazione di una nuova squadra in vista della stagione 1972-73. La NHL inizialmente non pensò ad un'espansione della lega nel 1972, ma l'improvvisa proposta di Long Island di ospitare una nuova squadra di hockey (i futuri New York Islanders con sede nel nuovo Nassau Veterans Memorial Coliseum), e l'esigenza di battere la concorrenza della World Hockey Association (WHA), spinse la dirigenza della lega all'allargamento ad una nuova squadra per pareggiarne il numero, ovvero Atlanta.
Quando fu annunciato per la prima volta che Atlanta avrebbe ospitato una franchigia della NHL, diversi osservatori obiettarono come questa mossa di fondare una squadra nel Profondo Sud fosse soltanto una trovata commerciale, in particolar modo perché il bacino di talenti era già stato diluito negli ultimi anni a causa delle numerose espansioni e a causa della nascita della WHA. Sul fronte della dirigenza l'ex-general manager dei St. Louis Blues Cliff Fletcher divenne il general manager della nuova formazione, mentre come primo allenatore fu scelto l'ex-attaccante dei Montreal Canadiens Bernie Geoffrion. Per il nome della squadra ci si ispirò ad un episodio della storia di Atlanta nel corso della guerra di secessione americana, quando l'esercito unionista guidato dal generale William Tecumseh Sherman mise a fuoco la città.

### Prime due stagioni
La stagione d'esordio della squadra rappresentò un'enorme sorpresa, grazie alla qualità dei suoi due portieri Dan Bouchard e Phil Myre, i difensori Randy Manery e Pat Quinn ed infine gli attaccanti Rey Comeau, Keith McCreary, Larry Romanchych e Bob Leiter. Dopo essere arrivati a sorpresa a metà del mese di gennaio con un record di 20–19–8, una lunga serie di risultati negativi li lasciò fuori dai playoff. Parte dei problemi furono dovuti alla collocazione geografica nella West Division, a causa della quale dovettero spesso affrontare lunghe trasferte. Con i loro 65 i Flames superarono di ben 35 gli altri esordienti, gli Islanders, giunti ultimi nella East Division.
Prima della loro seconda stagione i Flames scelsero Tom Lysiak ed Eric Vail, subito decisivi in attacco; Atlanta concluse la stagione al quarto posto nella West Division, conquistando l'accesso ai playoff, mentre ancora una volta gli Islanders andarono incontro ad una stagione deficitaria. Al primo turno gli inesperti Flames furono facilmente sconfitti al meglio delle sette gare dai Philadelphia Flyers.

### L'era di Fred Creighton

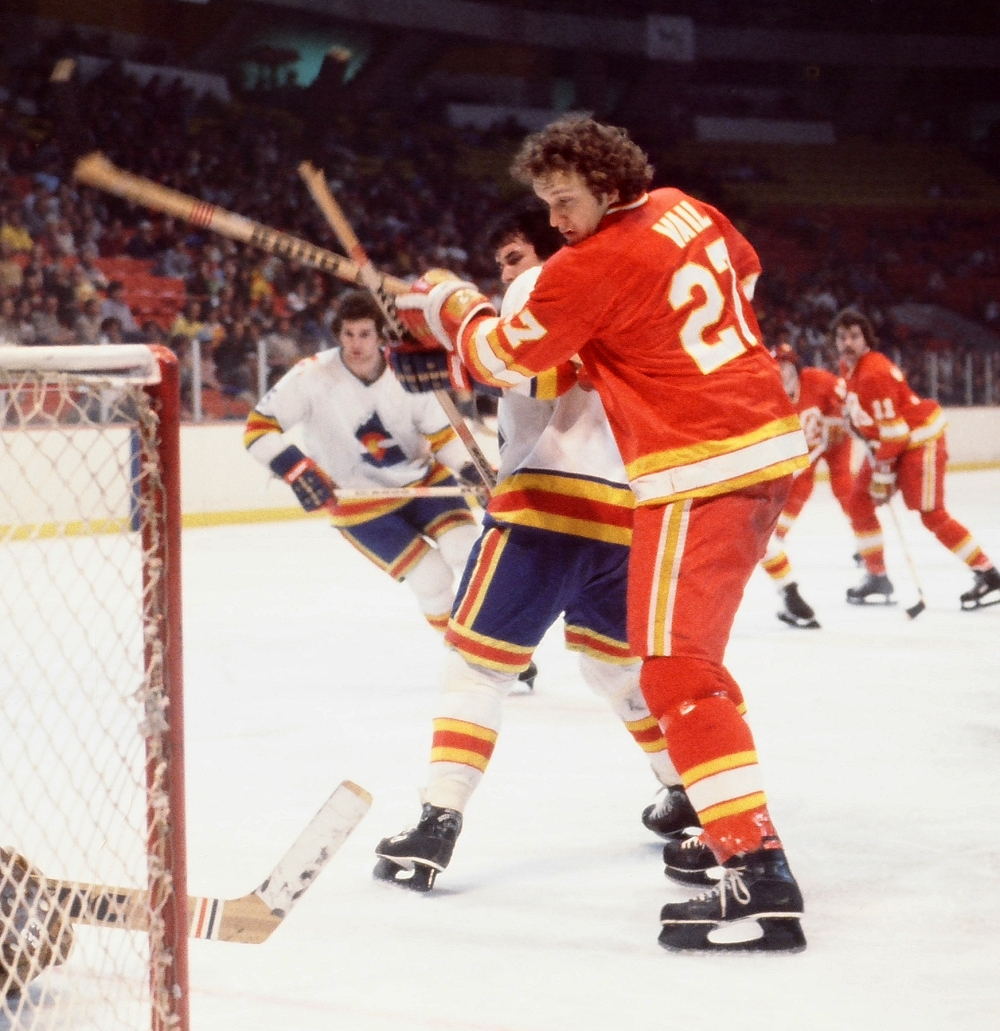
Eric Vail in azione contro i Colorado Rockies nel 1978.

La terza stagione dei Flames, quella 1974–75, fu in parte deludente, dato il mancato approdo ai play-off. Dopo un draft infelice gli infortuni limitarono la formazione, in particolare gli attaccanti veterani Leiter e Romanchych, oltre a Jacques Richard. Verso la fine della stagione Geoffrion, giunto secondo nel concorso come miglior allenatore nella stagione precedente, rassegnò le dimissioni, costringendo Fletcher a sostituirlo con Fred Creighton, fino ad allora allenatore della squadra affiliata in Central Hockey League, gli Omaha Knights. Geoffrion passò al ruolo di commentatore tecnico. La stagione vide comunque Lysiak continuare ad essere il topscorer della squadra, mentre il giovane Vail con 39 reti nella sua prima stagione vinse il Calder Memorial Trophy come miglior esordiente.
Sotto la guida di Creighton crebbe la qualità del gioco dei Flames, i quali conclusero l'annata 1975-76 per la prima volta oltre la soglia del 50% di partite vinte, entrando di nuovo nei playoff. Lysiak continuò a raccogliere punti, mentre il general manager Fletcher acquisì giocatori d'esperienza come Bill Clement, Claude St. Sauveur, Bill Flett e Larry Carriere. La seconda annata di Vail fu segnata da un infortunio, mentre al termine della stagione regolare la squadra si dovette arrendere al primo turno contro i Los Angeles Kings. Segni dei problemi fuori dal ghiaccio iniziarono già ad apparire, con la presenza media alle partite casalinghe di soli 1.000 tifosi sugli spalti dell'Omnium Coliseum.
L'anno 1976–77 vide l'integrazione di alcuni giovani provenienti dal farm-team di Tulsa, andando a sostituire i veterani ceduti ad altre franchigie (inclusi Pat Quinn, Kerry Ketter, Randy Manery, Larry Romanchych e Bob Leiter). Ciò permise ai giovani come Lysiak, Vail, Plett e Chouinard di disputare partite con regolarità. Di nuovo ai playoff la squadra perse contro i Los Angeles Kings, concludendo la serie sul 2-1 per i californiani.
Nel 1977 il sorprendente portiere Dan Bouchard dichiarò pubblicamente di voler essere il primo ed indiscusso portiere della squadra, rifiutandosi di condividere il lavoro con Myre. E proprio nel 1978 Myre fu ceduto ai Blues, insieme a Curt Bennett e Barry Gibbs. In cambio i Flames ricevettero l'attaccante Bob MacMillan ed il difensore Dick Redmond. Gli spettatori continuarono a scendere, con dati vicini ai 1.500 tifosi a serata. I giovani Flames furono ancora una volta eliminati al turno preliminare dei playoff.
La stagione 1978–79 iniziò con una striscia positiva di 12–1–2, frutto di una striscia di dieci successi consecutivi. I Flames non furono in grado di tenere tale ritmo, concludendo comunque la stagione con il record positivo di 41–31–8, per un totale di 90 punti, record di franchigia. Dopo che Lysiak fu rallentato per la prima volta da un infortunio fu ceduto ai Chicago Blackhawks nel giro di uno scambio di sette giocatori con i quali arrivarono in Georgia lo jugoslavo Ivan Boldirev, Darcy Rota e Phil Russell. MacMillan vinse il Lady Byng Memorial Trophy come giocatore più sportivo della NHL.
La stagione 1979–80 fu l'ultima per i Flames a giocarsi ad Atlanta. La mancanza di successi ney playoff sotto la gestione di Creighton portò alla sua sostituzione con Al MacNeil. Fletcher aggiunse ulteriore talento alla squadra rilevando il giocatore svedese Kent Nilsson dalla WHA, il difensore rookie Paul Reinhart, il finlandese Pekka Rautakallio e Don Lever. Qualificatisi ancora una volta ai playoff, furono subito eliminati.

### Trasferimento a Calgary

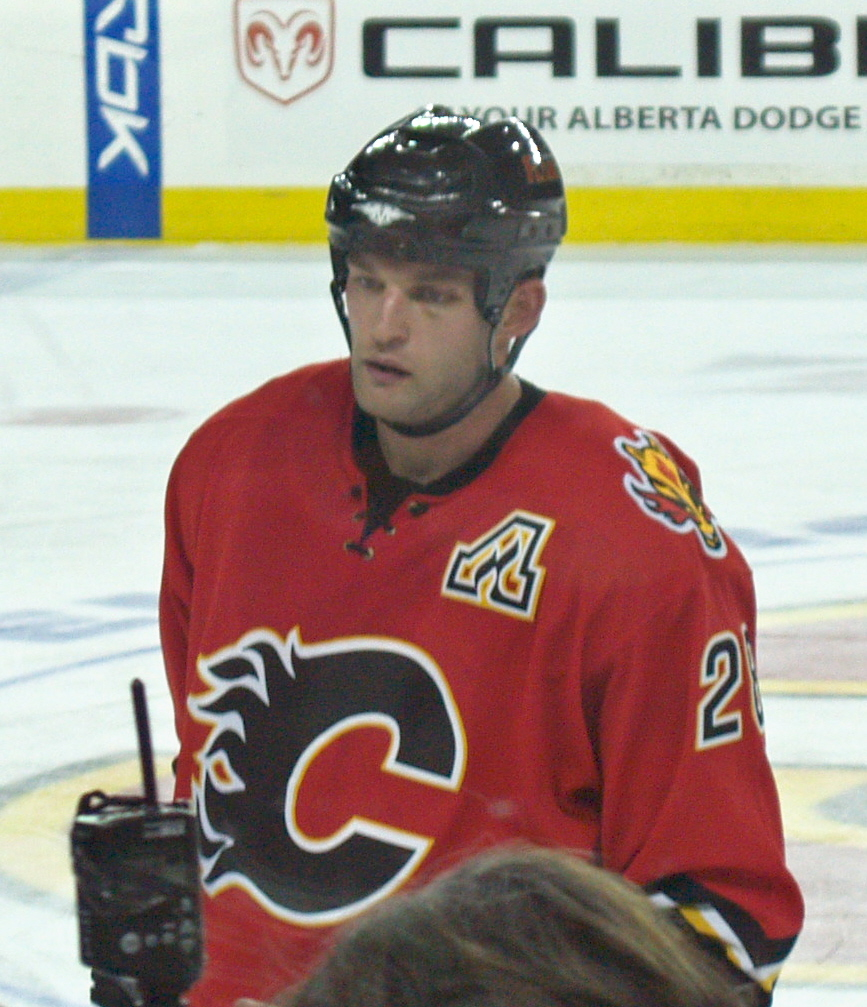
A Calgary il vecchio logo è usato per indicare i capitani alternativi.

Fuori dalla pista l'Omni Sports Group si trovò sempre di più in gravi difficoltà finanziarie, incapace di contenere i costi della gestione della squadra. I Flames furono inoltre alle prese con una forte crisi nella vendita dei biglietti e con la mancanza di un accordo vantaggioso con le emittenti televisive. Fra i piani dell'Omni Sports vi era la speranza di acquisire una seconda squadra di NHL, tuttavia tale progetto con fu mai concretamente attuato. Fra il 1974 ed il 1976 le perdite del proprietario Tom Cousins erano pari a circa 33 milioni di $, e lo portarono quasi sull'orlo del fallimento. Già nel 1978 espresse la volontà di vendere la sua quota degli Atlanta Hawks, mentre nel 1980 fu costretto a vendere gli Atlanta Flames per coprire tutte le perdite.
Cousins ed il resto del consorzio accettarono presto l'offerta del gruppo di imprenditori provenienti da Calgary guidati da Nelson Skalbania. Cousins vendette la franchigia per la cifra record per l'epoca di 16 milioni di dollari, ufficializzando così il trasferimento a Calgary. Kent Nilsson fu l'ultimo giocatore della storia degli Atlanta Flames ad aver giocato in NHL, dopo essersi ritirato nel 1995.
I Flames disputarono i play-off in sei delle otto stagioni disputate, un risultato nell'intera storia della NHL battuto solo dai Quebec Nordiques, dagli Edmonton Oilers e dai New York Rangers, senza riuscire mai tuttavia a superare il primo turno. A Calgary furono mantenuti il logo e le divise, con la "A" fiammeggiante che diventò una "C". La squadra raggiunse le finali di Stanley Cup nel 1986 e nel 2004, conquistando il titolo nel 1989.

## Giocatori

### Prime scelte al Draft
- Jacques Richard (2ª scelta) (1972)
- Tom Lysiak (2ª scelta) (1973)
- Richard Mulhern (8ª scelta) (1975)
- David Shand (8ª scelta) (1976)
- Harold Phillipoff (10ª scelta) (1976)
- Brad Marsh (11ª scelta) (1978)
- Paul Reinhart (12ª scelta) (1979)

### Capitani
- Keith McCreary (1972-1975)
- Pat Quinn (1975-1977)
- Tom Lysiak (1977-1979)
- Jean Pronovost (1979-1980)

## Allenatori e dirigenti
Di seguito l'elenco di allenatori dall'anno della fondazione.

### Allenatori
- Bernie Geoffrion (1972-1975)
- Fred Creighton (1975-1979)
- Al MacNeil (1979-1980)

#### Membri della Hockey Hall of Fame
- Bernie Geoffrion

### General Manager
- Cliff Fletcher (1972-1980)

## Palmarès

### Premi individuali
- Calder Memorial Trophy: 2

Eric Vail: 1974-1975
Willi Plett: 1976-1977
- Lady Byng Memorial Trophy: 1

Bob MacMillan: 1978-1979

## Record e statistiche

### Migliori marcatori
Questi sono i migliori dieci giocatori per punti ottenuti, gol segnati ed assist forniti nella storia della franchigia.

Note: Pos = Posizione; PG = Partite giocate; G = Gol; A = Assist; Pts = Punti; P/G = Punti per gara
| Giocatore        | Pos | PG  | G   | A   | Pts | P/G  |
| Tom Lysiak       | C   | 445 | 155 | 276 | 431 | 0,97 |
| Eric Vail        | AS  | 469 | 174 | 209 | 383 | 0,82 |
| Guy Chouinard    | A   | 318 | 126 | 168 | 294 | 0,92 |
| Curt Bennett     | C   | 405 | 126 | 140 | 266 | 0,66 |
| Robert MacMillan | AD  | 208 | 90  | 131 | 221 | 1,06 |
| Rey Comeau       | C   | 468 | 88  | 126 | 214 | 0,46 |
| Ken Houston      | AD  | 350 | 91  | 108 | 199 | 0,57 |
| Bill Clement     | C   | 297 | 69  | 107 | 176 | 0,59 |
| Willi Plett      | AD  | 296 | 91  | 83  | 174 | 0,59 |
| Randy Manery     | D   | 377 | 30  | 142 | 172 | 0,46 |

| Giocatore        | Pos | G   |
| Eric Vail        | AS  | 174 |
| Tom Lysiak       | C   | 155 |
| Guy Chouinard    | A   | 126 |
| Curt Bennett     | C   | 126 |
| Ken Houston      | AD  | 91  |
| Willi Plett      | AD  | 91  |
| Robert MacMillan | AD  | 90  |
| Rey Comeau       | C   | 88  |
| Bill Clement     | C   | 69  |
| Larry Romanchych | C   | 68  |

| Giocatore        | Pos | A   |
| Tom Lysiak       | C   | 276 |
| Eric Vail        | AS  | 209 |
| Guy Chouinard    | A   | 168 |
| Randy Manery     | D   | 142 |
| Curt Bennett     | C   | 140 |
| Robert MacMillan | AD  | 131 |
| Rey Comeau       | C   | 126 |
| Ken Houston      | AD  | 108 |
| Bill Clement     | C   | 107 |
| Larry Romanchych | C   | 95  |

### Record stagionali
- Maggior numero di gol in una stagione: Guy Chouinard, 50 (1978-79)
- Maggior numero di assist in una stagione: Robert MacMillan, 71 (1978-79)
- Maggior numero di punti in una stagione: Robert MacMillan, 108 (1978-79)
- Maggior numero di minuti di penalità in una stagione: Willi Plett, 231 (1979-80)
- Maggior numero di punti in una stagione per un difensore: Ken Houston, 54 (1979-80)
- Maggior numero di punti in una stagione per un rookie: Tom Lysiak, 64 (1973-74)
- Maggior numero di gare vinte per un portiere: Dan Bouchard, 32 (1978-79)

## Squadre affiliate
Nel corso della loro storia gli Atlanta Flames ebbero alcune squadre affiliate:
- Livello AAA

 Omaha Knights, CHL (1972–1975)
 Nova Scotia Voyageurs, AHL (1975–1976)
 Tulsa Oilers, CHL (1975–1979)
 Birmingham Bulls, CHL (1979–1980)
- Livello AA

 Des Moines Capitols, IHL (1973-1975)
 Greensboro Generals, SHL (1975-1976)
 Muskegon Mohawks, IHL (1977-1980)